# Neoglyphidodon
Neoglyphidodon è un genere di pesci marini appartenenti alla famiglia Pomacentridae e alla sottofamiglia Pomacentrinae.

## Distribuzione e habitat
Provengono dalle barriere coralline dell'Indo-Pacifico

## Descrizione
Sono pesci di piccola taglia, N. melas è la specie di maggiori dimensioni e raggiunge 18 cm di lunghezza.

## Tassonomia
Il genere comprende 9 specie:
- Neoglyphidodon bonang
- Neoglyphidodon carlsoni
- Neoglyphidodon crossi
- Neoglyphidodon melas
- Neoglyphidodon mitratus
- Neoglyphidodon nigroris
- Neoglyphidodon oxyodon
- Neoglyphidodon polyacanthus
- Neoglyphidodon thoracotaeniatus